# Agathobacter rectalis
Agathobacter rectalis es una especie de bacteria grampositiva del género Agathobacter. Fue descrita en el año 1937 con el nombre de Eubacterium rectale. Se trata de la especie tipo. Su etimología hace referencia al recto. Es anaerobia estricta y móvil. Se encuentra en el intestino humano.